# وزارة نوري السعيد الثامنة
وزارة نوري السعيد الثامنة أو الوزارة السعيدية الثامنة هي الحكومة العراقية الثانية والثلاثون، خلفت هذه الوزارة وزارة نوري السعيد السابعة. تشكلت الوزارة في 25 كانون الأول 1943، واستقالت في 4 حزيران 1944، وتشكلت بعدها وزارة حمدي الباجه جي الأولى.

## التشكيلة الوزارية
تكونت الوزارة من الوزراء أدناه:
- رئيس الوزراء ووزير الدفاع: نوري السعيد
- نائب رئيس الوزراء: توفيق السويدي
- وزير الخارجية: محمود صبحي الدفتري
- وزير الداخلية: عمر نظمي
- وزير المالية: علي ممتاز الدفتري
- وزير العدلية: أحمد مختار بابان
- وزير الأشغال والمواصلات: صادق البصام
- وزير المعارف: عبد الإله حافظ
- وزير الاقتصاد: سلمان البراك
- وزير الشؤون الاجتماعية: محمد حسن عبد القادر كبة
- وزير بلا وزارة: ماجد مصطفى